# Метод пробних відбирань
Метод пробних відбирань (рос. метод пробных отборов; англ. test extraction method; нім. Methode f der Probeförderung) — метод гідродинамічного дослідження нафтових свердловин, який полягає в короткотривалому відбиранні (відпомповуванні) із них рідини при одному або декількох положеннях (зниженнях) динамічного рівня свердловини.